# 蓋爾 (德克薩斯州)
蓋爾（英語：Gail）是一個位於美國德克薩斯州博登縣的城市。根據2010年美國人口普查，該地共人口231人，而該地的面積約為5.23平方千米。同時該地也是博登縣的縣治。

## 地理
蓋爾的座標為32°46′13″N 101°26′43″W / 32.77028°N 101.44528°W，而該地的平均海拔高度為779米（即2556英尺）。